# LaBelle, Florida
LaBelle är administrativ huvudort i Hendry County i den amerikanska delstaten Florida. Orten har fått sitt namn efter grundaren Francis A. Hendrys två döttrar, Laura och Belle. Hendry County, som fick sitt namn efter Francis A. Hendry, grundades 1923 och LaBelle utsågs till huvudort i det nya countyt.